# Ecsenius springeri
Ecsenius springeri là một loài cá biển thuộc chi Ecsenius trong họ Cá mào gà. Loài này được mô tả lần đầu tiên vào năm 2019.

## Từ nguyên
Từ định danh springeri được đặt theo tên của Tiến sĩ Victor G. Springer, Nhà khoa học Danh dự Cấp cao và Phụ trách khoa Ngư học trước đây của Bảo tàng Lịch sử Tự nhiên Quốc gia Hoa Kỳ, vì để vinh danh nghiên cứu sâu rộng của ông ở nhóm cá này.

## Phân bố
E. springeri mới chỉ được ghi nhận ở bờ biển phía bắc của bán đảo Fakfak (tỉnh Tây Papua, Indonesia), được tìm thấy ở độ sâu khoảng 2–8 m trên nền đáy có san hô sống, các loài sống đuôi, hải miên và tảo.

## Mô tả
Chiều dài chuẩn lớn nhất được ghi nhận ở E. springeri là 4,3 cm. Loài này có màu xám đến nâu ở nửa trên của đầu và toàn thân trước, chuyển sang màu cam từ khoảng vị trí giữa gai và tia vây lưng. Có một sọc đen từ sau mắt kéo dài đến vị trí giữa gai và tia vây lưng, ngay phía dưới là một sọc trắng hẹp hơn và kéo dài ra sau hơn.
Kiểu hình của E. springeri rất giống với kiểu hình sọc của Ecsenius bicolor, tuy nhiên, E. bicolor có sọc đen dày và ngắn hơn, dải trắng mờ hơn và khó thấy rõ rìa dưới, và chỉ có thân sau phía trên là màu cam. E. springeri không có đường chéo màu hồng/cam phía sau mắt như E. bicolor, nếu có thì rất mờ.
Số gai vây lưng: 12; Số tia vây lưng: 16; Số gai vây hậu môn: 2; Số tia vây hậu môn: 17–18; Số tia vây ngực: 12–13.

## Phân loại
Theo nghiên cứu phát sinh chủng loại học của Allen và cộng sự (2019), E. springeri có quan hệ gần nhất với E. bicolor. Cả hai hợp thành nhóm chị em với Ecsenius namiyei. Cả 3 loài này được xếp vào nhóm hai màu trong chi Ecsenius.

### Trích dẫn
- Allen, Gerald R.; Erdmann, Mark V.; Liu, Shang-Yin Vanson (2019). "Ecsenius springeri, a new microendemic species of blenny (Teleostei: Blennidae) from the Fakfak Peninsula, West Papua, Indonesia" (PDF). Journal of the Ocean Science Foundation. Quyển 32. tr. 68–78. doi:10.5281/zenodo.2634454.